# هنری برادواردین جکسون
هنری برادواردین جکسون (انگلیسی: Henry Jackson; ۲۱ ژانویهٔ ۱۸۵۵ – ۱۴ دسامبر ۱۹۲۹) فرد نظامی اهل بریتانیا بود. وی همچنین برندهٔ جوایزی همچون همکار انجمن سلطنتی شده‌است.